# West Island (Islas Cocos)
West Island es la capital del territorio externo australiano de las Islas Cocos (Keeling). La población es de aproximadamente 120 habitantes. Es además la menos poblada de las dos islas habitadas de ese archipiélago (la otra es Isla Home). Formó parte de las posesiones de la familia Clunies-Ross, y durante la Segunda Guerra Mundial un aeropuerto militar funcionó aquí. Además de edificios gubernamentales, un comercio de ramos generales y un pequeño aeropuerto, cuenta con instalaciones turísticas.